# Motel California
Motel California es el tercer álbum de estudio de la banda de hard rock estadounidense Ugly Kid Joe, publicado el 22 de octubre de 1996. Fue el último trabajo discográfico de la agrupación antes de su separación en 1997. El álbum obtuvo reseñas diversas por parte de la crítica y logró escasas ventas.

## Lista de canciones
1. "It's a Lie" 3:01
2. "Dialogue" 2:27
3. "Sandwich" 2:46
4. "Rage Against the Answering Machine" 1:40
5. "Would You Like to Be There" 3:18
6. "Little Red Man" 4:02
7. "Bicycle Wheels" 2:01
8. "Father" 3:31
9. "Undertow" 4:31
10. "Shine" 2:51
11. "Strange" 4:22
12. "12 Cents" 4:54

## Personal
- Whitfield Crane – voz
- Dave Fortman – guitarra
- Klaus Eichstadt – guitarra
- Cordell Crockett – bajo
- Shannon Larkin – batería

- Lemmy Kilmister - voz en "Little Red Man"
- Tim Wheater - faluta en "12 Cents"